# Steve Holmes
Steve Holmes, né le 23 mars 1961, est un acteur pornographique allemand d'origine roumaine.

## Biographie
Steve Holmes est né en Roumanie, à Sibiu. En 1968, sa famille, qui souhaite fuir le régime communiste, parvient à franchir la frontière avec la Turquie pendant des vacances en Bulgarie et demande asile auprès du consulat allemand d'Istanbul.
Il débute dans le cinéma pornographique en 1997 et a joué dans plus de 900 films. À partir de 2003, il commence à réaliser des films pornographiques pour le compte de Platinum X Pictures et d'Evil Angel. Il a reçu l'AVN Award du Meilleur acteur étranger de l'année (Male Foreign Performer of the Year) en 2005 et 2006.
En 2011, il joue dans le film DXK, inspiré de l'affaire Dominique Strauss-Kahn.
En 2017 il apparaît aux côtés de Benzaie, Kayden Kross et Manuel Ferrara dans le Hard Corner spécial 5 ans nommé Hard Porner.
Il travaille aussi beaucoup en collaboration avec Kink.com, notamment sur l'un de leur site Public Disgrace, avec Princess Donna, où il joue le rôle d'acteur pornographique mais est aussi réalisateur.

## Récompenses
- 2003 : XRCO Award Unsung Swordsman[3]
- 2003 : XRCO Award Best 3-Way pour Mason's Dirty Tricks (avec Julie Night et Manuel Ferrara)[3]
- 2005 : AVN Award Acteur étranger de l'année (Male Foreign Performer of the Year)
- 2006 : AVN Award Acteur étranger de l'année (Male Foreign Performer of the Year)
- 2007 : AVN Award Best Sex Scene in a Foreign-Shot Production pour Outnumbered 4 (avec Isabel Ice, Dora Venter, Cathy, Karina, Nicol, Puma Black, Erik Everhard, Sandra Romain et Robert Rosenberg)
- 2011 : AVN Award Meilleure scène de sexe dans une production étrangère (Best Sex Scene in a Foreign-Shot Production) pour Tori Black: Nymphomaniac[4] (avec Tori Black et Jazz Duro)
- 2018 : XBIZ Award Performeur étranger de l'année (Foreign Male Performer of the Year)[5]

## Filmographie sélective
- Savanna Samson Is the Masseuse (2011)
- The Big Lebowski: A XXX Parody (2010)
- Performers of the Year 2009 (2009)
- Big Wet Asses 13 (2008)
- Fashionistas Safado: The Challenge (2006)
- DXK de Christophe Clark (2011)
- LE HARD PORNER ? ft. Manuel Ferrara - HARD CORNER spécial 5 ans (2017)